# Energi i Danmark
Energi i Danmark omhandler Danmarks forbrug og produktion af energi samt landets energipolitik og energiforsyningsnet.
Energi forbruges af såvel husholdninger som virksomheder (både private og offentlige). De vigtigste anvendelser er til opvarmning, transport og proces (fremstilling af varer og tjenester). Danmarks energiforbrug har langsomt været faldende siden 1990, samtidig med at landet har haft en betydelig økonomisk vækst. Energiintensiteten er dermed blevet omtrent halveret i perioden. 
Danmark producerer selv såvel fossil energi (gas og olie fra Nordsøen) som vedvarende energi (især fra biomasse, vind, affald og solenergi). Noget af den danske produktion eksporteres til andre lande, mens Danmark omvendt også importerer energi fra udlandet. Udvindingen af fossile brændsler fra Nordsøen nåede sit toppunkt omkring 2005 og er siden faldet kraftigt, mens produktionen af vedvarende energi er steget vedvarende siden 1990 og i dag står for lidt over halvdelen af den samlede danske energiproduktion. Danmark importerer dog også en stor del af sit energiforbrug (ca. 40 %).
Danmarks energipolitik har ændret sig meget i tidens løb, siden landets første energiplan blev udarbejdet i 1976 på baggrund af oliekrisen 1973. Forsyningssikkerhed har været i fokus det meste af tiden. Siden 1990 har miljøhensyn, især i form af et ønske om at reducere udledningerne af drivhusgasser for at begrænse den globale opvarmning, desuden spillet en voksende rolle.

## Energiforbrug
Det danske energiforbrug pr. indbygger har været faldende fra 1990 til 2023, især siden finanskriseårene omkring 2008. Det endelige energiforbrug pr. indbygger faldt fra 113 gigajoule pr. person i 1990 til 99 i 2023, et fald på 12 %. Faldet i bruttoenergiforbruget var endnu større, fra 155 gigajoule pr. indbygger i 1990 til 116 i 2023, svarende til et fald på 25 %. Forskellen på de to energibegreber er, at det endelige energiforbrug opgøres som husholdningernes og virksomhedernes samlede forbrug af el, fjernvarme, fossile brændsler og vedvarende energi. Bruttoenergiforbruget er lig med det endelige energiforbrug tillagt det konverteringstab, der finder sted ved produktionen af elektricitet og fjernvarme anvendt i Danmark. Derfor er bruttoenergiforbruget altid større end det endelige energiforbrug.
Da Danmark i samme periode har haft en betydelig økonomisk vækst, sådan at bruttonationalproduktet er steget kraftigt, er energiintensiteten (energiforbruget pr. krones værditilvækst) faldet endnu kraftigere, nemlig med 52 % for bruttoenergiforbrugets vedkommende og med 46 % for energiintensiteten i det endelige energiforbrug. I begge tilfælde er der altså tale om en omtrentlig halvering i perioden.

## Energiproduktion
Indenfor energiproduktion går en vigtig sondring mellem primær energi og konverteret energi. Primær energi består i Danmark af fossile brændsler (råolie og naturgas), vedvarende energi (inklusive bionedbrydeligt affald) og ikke-bionedbrydeligt affald. Konverteret energi er elektricitet, fjernvarme og bygas, der alle produceres i konverteringssektoren ved anvendelse af primær energi.
Danmarks egenproduktion af primær energi har været på nogenlunde samme niveau i 1990 som i 2023, nemlig henholdsvis 424.000 og 413.000 terajoule (TJ). Den har imidlertid varieret kraftigt i årene ind imellem, idet produktionen steg meget kraftigt igennem 1990'erne og nåede et toppunkt omkring 2005, hvor den samlede produktion var på 1312.000 TJ. Derefter faldt den igen til et lavpunkt omkring 2020 på 398.000 TJ. Årsagen er især, at udvindingen af fossile brændstoffer fra Nordsøen først steg kraftigt og siden faldt igen, så udvindingen i 2023 var 50-60 pct. af niveauet i 1990. Omvendt er produktionen af vedvarende energi blevet næsten femdoblet siden 1990. Mens Danmarks produktion af vedvarende energi i 1990 kun udgjorde ca. 10 % af den samlede primære energiproduktion, var det i 2023 over halvdelen.:5 

### Olie- og gasproduktion
Danmark har olie- og naturgasressourcer i Nordsøen, og i 1990'erne og første halvdel af 2000'erne blev udvindingen herfra forøget.  Olieudvindingen toppede i 2004 og udvindingen af naturgas i 2005, hvorefter produktionen er faldet igen. I årene 1994-2013 var Danmark selvforsynende med olie, men derefter har landet været nettoimportør. I 2023 var selvforsyningsgraden 49 %, dvs. at Danmark importerede ca. halvdelen af landets olieforbrug. I 2004 var udvindingen i Danmark mere end dobbelt så stor som forbruget. Der er fortsat betydelige mængder kendte reserver af olie og naturgas i den danske del af Nordsøen. I 2023 opgjorde Energistyrelsen reserverne af olie til 135 millioner kubikmeter olie og 76 milliarder Nm3 (normalkubikmeter) gas, hvor reserverne er defineret som " de mængder, der inden for en overordnet økonomisk ramme kan indvindes med kendt teknologi fra kendte felter og fund".:6 

### Dansk produktion af vedvarende energi
Produktionen af vedvarende energi er steget fra 45 petajoule (PJ) i 1990 til 223 PJ i 2023, hvilket svarer til en stigning på 391 %.:5  Den vedvarende energiproduktion er fordelt på en række forskellige typer som vist i tabellen::5 
| Primær energiproduktion 2023 | Primær energiproduktion 2023 |
| Energitype                   | %                            |
| ---------------------------- | ---------------------------- |
| Energiproduktion i alt       | 100,0                        |
| Råolie                       | 30,4                         |
| Naturgas                     | 11,8                         |
| Ikke bionedbrydeligt affald  | 3,7                          |
| Vedvarende energi            | 54,1                         |
| Heraf                        |                              |
| Solenergi                    | 3,7                          |
| Vindkraft                    | 16,9                         |
| Vandkraft                    | 0,0                          |
| Geotermi                     | 0,0                          |
| Biomasse                     | 20,5                         |
| Heraf                        |                              |
| Halm                         | 5,3                          |
| Skovflis                     | 5,1                          |
| Brænde                       | 3,4                          |
| Træpiller                    | 0,5                          |
| Træaffald                    | 1,7                          |
| Bionedbrydeligt affald       | 4,5                          |
| Bioolie                      | 0,0                          |
| Biogas                       | 7,7                          |
| Omgivelsesvarme              | 5,3                          |

Produktionen af biomasse var i 2023 det vigtigste element i den vedvarende energiproduktion med ca. 20 % af den samlede energiproduktion. Næstvigtigst var vindkraft med 17 %. Biogas bidrog med 8 %, omgivelsesvarme (anvendt i varmepumper) med 5 % og solenergi med 4 %, mens bidragene fra geotermisk energi og vandkraft var ubetydelige. I produktionen af biomasse bidrog forbrændingen af halm, skovflis, andre træprodukter og bionedbrydeligt affald med ca. en fjerdedel hver.:5 

### Produktion i konverteringssektoren
I konverteringssektoren produceres el, fjernvarme og bygas ved omdannelse af primære energikilder. Konverteringsprocessen giver anledning til et konverteringstab, målt som forskellen på energiindholdet i henholdsvis input og output i sektoren.:56 
Danmark producerede i 2023 88 % af sin elektricitet ved hjælp af vedvarende energi: vindkraft (57,5 %; se Vindenergi i Danmark), biobrændsel inklusive affald (22,4 %) og solenergi (10 %). Kul (7,5 %), naturgas (1,9 %), olie (0,3 %) og ikke-bionedbrydeligt affald (2,2 %) stod for den resterende elproduktion. Der er dermed sket en afgørende udvikling siden starten af 1990'erne, hvor kul var helt dominerende i fremstillingen af elektricitet.:12  Siden 2024 har der kun været et enkelt kulfyret kraftværk tilbage i Danmark, nemlig Nordjyllandsværket ved Aalborg. Det vil ifølge planen lukke i 2028.
Fjernvarme produceres dels på værker, der udelukkende producerer fjernvarme, dels på kraftvarmeværker, hvor der sker samproduktion af elektricitet og fjernvarme, hvormed man direkte kan udnytte den store varmeudvikling, der finder sted ved termisk elproduktion. I 2023 blev 83,5 % af den termiske elproduktion fremstillet sammen med fjernvarme. Omvendt blev 62 % af fjernvarmen produceret sammen med el.:14f 

## Eksport, import og selvforsyningsgrad
Energimarkederne er internationale, og priserne på de primære energimarkeder er i høj grad internationalt bestemte. Danmark både eksporterer og importerer derfor også store mængder energi. Således importerede landet i 2023 elektricitet fra Norge og Sverige, samtidig med at landet eksporterede elektricitet til Tyskland og Nederland og lidt til Storbritannien. Hvad el angår, afhænger handelsmønsteret meget af prisdannelsen på den nordiske elbørs Nordpool, der igen i høj grad afhænger af de svingende nedbørsforhold i Norge og Sverige, hvor meget af elproduktionen kommer fra vandkraft. Hvad den samlede energihandel angår, var Danmark i perioden fra 1997 til 2012 mere end selvforsynende og var dermed nettoeksportør med energi. Danmarks selvforsyningsgrad nåede sit maksimum med 155 % i 2004. I 2013 kom selvforsyningsgraden for første gang siden 1996 under 100 %. I 2023 var den 59 %, sådan at Danmark netto importerede ca. 40 % af landets samlede energiforbrug.:4 
Importen betyder også, at en del af det danske energiforbrug dækkes af energikilder, som ikke spiller nogen rolle i Danmarks egen produktion af primær energi. Således får landet elektricitet fra vandkraft, selvom der næsten ingen produktion findes inden for grænserne, og lejlighedsvis fra kernekraft, selvom der ikke findes nogen kernekraftværker i Danmark.

## Rolle i samfundsøkonomien
Energi spiller både direkte og indirekte en væsentlig rolle for samfundsøkonomien. I 2022 udgjorde de samlede energiudgifter for husholdninger og virksomheder 247,4 mia. kr. Udgifterne var dog også usædvanligt store i dette år som følge af ekstraordinært høje energipriser i kølvandet på Ruslands invasion af Ukraine.:44 
I 2023 var over 100.000 mennesker direkte beskæftigede i energibranchen.

## Dansk energipolitik
Dansk energipolitik dækker mange forskellige områder som regulering af forsyningssektoren (ikke mindst kraftvarmeværkerne) og konkurrencevilkårene for energisektorens aktører, forvaltning af olie- og gasresurserne i Nordsøen samt påvirkning af energiforbruget gennem dels afgifter, dels regler og krav, eksempelvis bygningsreglementer og energimærkning. Siden 1970'erne har især to overordnede hensyn præget energipolitikken, nemlig hensyn til forsyningssikkerhed og til klimapolitikken (ønsket om at reducere udledningen af drivhusgasser som CO2). En stor del af energi- og klimapolitikken varetages i dag af EU, blandt andet gennem EU's kvotemarked.
Efter oliekrisen 1973 fik Danmark sin første samlede energiplan med "Dansk Energipolitik 1976", hvor hovedformålet var at gøre Danmark mindre afhængig af olie. Siden er fokus skiftet en del gange gennem de skiftende energiplaner, der er blevet vedtaget i tidens løb. Siden "Energi 2000" fra 1990, få år efter Brundtlandrapporten i 1987, blev bæredygtighed et nyt centralt begreb indenfor energipolitikken. Siden vedtagelsen af Klimaloven i 2020 fremsætter regeringen hvert år et klimaprogram, som blandt andet redegør for planerne for energisektoren. I Regeringen Mette Frederiksen II's regeringsgrundlag fra december 2022 var de vigtige punkter på energiområdet, at der skulle nedsættes en national energikrisestab. Samtidig blev det prioriteret at gøre Europa uafhængigt af russisk fossil energi. De overordnede klimamål blev med regeringsgrundlaget at reducere Danmarks udledninger af drivhusgasser i forhold til 1990 med 70 % i 2030, 100 % i 2045 og 110 % i 2050, blandt andet ved brug af CO₂-lagring.

## Energiforsyning og infrastruktur
Danmarks elnet er forbundet med kraftledninger til andre europæiske lande. En øget produktion fra svingende kilder i større afstand fra storbyernes forbrug er efterfulgt af udbygning af det nationale elnet. Desuden udbygges det lokale forsyningsnet også til at klare stigende elforbrug, og udgør en stor del af elnet-udgiften. De fleste borgere betaler højere eltransport-tarif på hverdage kl 17-21 når deres lokale elnet er mest presset. Balancering af elnettet koster 2,5 mia.kr. om året, og mindre elnet-batterier installeres. Danmarks to elnet-priszoner havde tilsammen 281 timer med negative elpriser i 2020, 512 timer i 2023, og 645 timer i 2024.